# كويلة ذهبية النقط
كويلة ذهبية النقط (الاسم العلمي: Coilia dussumieri) (بالإنجليزية: Goldspotted grenadier anchovy)‏ هي نوع من الأسماك تتبع جنس الكويلة من الفصيلة البلمية.